# Skiverband Sachsen
Der Skiverband Sachsen e. V. (SVS) ist ein Sportverband mit Sitz im Freistaat Sachsen. Er ist ein Landesverband für Ski- und Schneesport innerhalb des Deutschen Skiverbandes (DSV). Der SVS ist ein eingetragener, gemeinnütziger Verein. Er wurde 1906 als Skiläufer-Verband Erzgebirge gegründet und im März 1907 in Skiverband Sachsen umbenannt.

## Geschichte
Das Skifahren nach norwegischem Vorbild gewann seit den 1890ern auch im oberen Erzgebirge an Popularität. Die Wiege des SVS stand in Annaberg, wo gegen Jahresende 1906 auf Veranlassung des Dresdner Skiclub und Skiclub Norweger 1896 Annaberg sich mit diesen beiden einladenden Vereinen der Chemnitzer Skiclub und die Wintersportvereine aus Rittersgrün und Oberwiesenthal zum Skiläufer-Verband Erzgebirge zusammenschlossen. Bereits am 24. März 1907 erfolgte in Oberwiesenthal die Umbenennung in Skiverband Sachsen.
Der Skiläufer Johannes Siegel aus Dresden war der erste Vorsitzende. Gemeinsam mit drei anderen Vorstandsmitgliedern aus Sachsen wurde er im Herbst 1907 in den Hauptverband und in die Ausschüsse des Deutschen Skiverbandes gewählt.
1908 zählte der Skiverband Sachsen bereits 772 Mitglieder in 18 Vereinen. 1908 wurde in Altenberg die 1. Sächsische Meisterschaft abgehalten, deren internationalen Sprunglauf der Norweger Oskar Blich aus Mittweida gewann. Zu den bemerkenswerten Ergebnissen dieser Meisterschaft zählte der bei einer Weite von 22 Meter gestandene Sprung von Julius Blich aus Dresden auf der Schanze am Geisingberg.
Der Verband gliederte sich ursprünglich in die drei Kreise Westerzgebirge, Osterzgebirge und Vogtland auf. Allein im Kreis Westerzgebirge gab es zeitweise 28 Sprungschanzen. Heute gliedert sich der Verband in sechs Skibezirke: Dresden, Leipzig, Oberlausitz, Osterzgebirge, Mittleres Erzgebirge und Vogtland/Westerzgebirge.
Am 7. April 1990 wurde der Skiverband Sachsen e. V. wiedergegründet. Nach einer Umbenennung am 21. April 1991, hieß er bis zum 16. September 2006 Landesskiverband Sachsen e. V. Seither führt er wieder seinen alten Namen. Heute unterstützt der Skiverband Sachsen e. V. die Mitgliedsvereine durch die Förderung des Breiten- und Leistungssports, die Ausbildung von Trainern, Kampfrichtern und Betreuern sowie die Unterstützung von Marketingmaßnahmen im Bereich des Skisports. Er hat inzwischen über rund 6500 Mitglieder und seine Mitglieder holten seit 1990 (Stand: April 2024) 31 Medaillen bei Olympischen Spielen und 82 Weltmeistertitel. Im Jahr 2024 sind 119 Vereine Mitglied im Skiverband Sachsen.